# پونیو
پونیو (به ایتالیایی: Pogno) یک کومونه در ایتالیا است که در استان نووارا واقع شده‌است.

## خصوصیات
پونیو ۱۰٫۱ کیلومترمربع مساحت و ۱٬۵۵۶ نفر جمعیت دارد.